# Peyami Safa

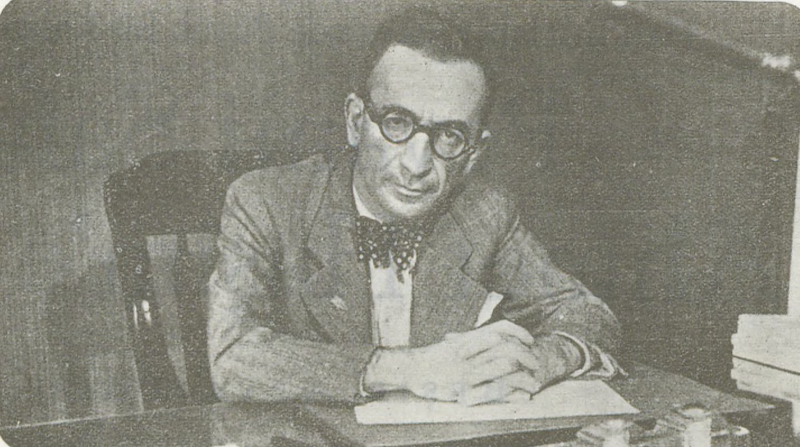
Peyami Safa en el diario Yedigün

Peyami Safa (Estambul, 2 de abril de 1899 — Estambul, 15 de junio de 1961)  fue un periodista y escritor turco.

## Biografía
El padre de Peyami Safa, Ismail Safa, era funcionario de la Administración otomana, así como un poeta e intelectual conocido, activo en la oposición contra el sultán Abdulhamid II. En 1900 fue enviado como castigo a la provincia de Sivas, donde murió al año siguiente, cuando Peyami apenas tenía dos años. La familia regresó a Estambul, donde Peyami se crio en condiciones modestas con su madre y su hermano mayor, Ilhami Safa. A la edad de ocho años sufrió una grave enfermedad ósea en el brazo y estuvo a punto de perder el brazo, aunque evitó la amputación, si bien seguía teniende problemas de salud. Esta experiencia se refleja en la novela Pabellón Nueve de Cirugía, su obra más famosa.
A los 13 años, Safa empezó a trabajar en una imprenta y aún en su adolescencia comenzó a publicar relatos, ensayos y novelas. Durante la I Guerra Mundial trabajaba en la oficina de Correos y Telégrafos otomana y más tarde tuvo un empleo de profesor. En 1918 empezó a escribir, junto a su hermano mayor Ilhami, en el periódico Yirminci Asir, luego en numerosos otros diarios y revistas. Entre 1928 y 1940 era redactor en la sección cultural del diario Cumhuriyet. A partir de 1954 era columnista en el diario Milliyet y en 1959 pasó al diario conservador Tercüman. En 1938 se casó con Nebahet Erinç.
Peyami Safa era una figura destacada en la vida intelectual y política de las primeras décadas de la República Turca, inicialmente desde posiciones izquierdistas; apoyaba al poeta Nazim Hikmet, encarcelado por sus convicciones comunistas, y le dedicó la novela Pabellón Nueve de Cirugía.  Más tarde, Safa se orientó hacia el panturquismo y las corrientes nacionalistas y conservadoras y su amistad con Hikmet se tornó en enemistad, en 1950 incluso se opuso frontalmente a la campaña por la liberación de Hikmet.
Safa era un conocido columnista, habituado a enfrentamientos con otros pensadores; aparte de Nazim Hikmet polemizó con Nurullah Ataç, Zekeriya Sertel, Muhsin Ertuğrul y Aziz Nesin.Su postura política también se refleja en su obra literaria, que gira a menudo en torno al conflicto entre el sector conservador y religioso de la sociedad turca y el liberal y progresista. Al menudo el primero aparece idealizado, mientras que el mundo urbano moderno se representa como corrupto o carente de moral.
Peyami Safa escribía en prensa tanto bajo su nombre real como bajo el seudónimo Server Bedi, que utilizaba también para publicar un gran número de novelas negras, algunas de ellas en torno al personaje de Cingöz Recai, un ladrón de guante blanco. Además, Safa escribió numerosos liros de ensayo popular, tanto biografías de Rousseau, Marx, Mussolini y Roosevelt, entre otros, como sobre ideologías políticas como marxismo, fascismo, liberalismo o el New Deal.

## Obra
Safa publicó 13 novelas, seis colecciones de relatos, un drama y 15 ensayos, aparte de los más de 40 obras del género policíaco, difundidas bajo el seudónimo de Server Bedi.
Su obra más conocida, Pabellón Nueve de Cirugía, la única traducida al español (2024), es una novela corta, que describe el proceso de maduración emocional de un chico de 15 años, habituado a las visitas al quirófano por una grave infección ósea de su pierna; mientras se enfrenta a la posible opción de una amputación vive una breve episodio de acercamiento amoroso a Nüzhet, una chica cuatro años mayor que él y compañera de juegos desde su infancia.

### Novelas (selección)
- 1922 - Sözde Kızlar ('Supuestas chicas')
- 1923 - Şimşek ('Relámpago')
- 1930 - Dokuzuncu Hariciye Koğuşu (Pabellón Nueve de Cirugía; Libros del Caleidoscopio, 2024; traducción de Rafael Carpintero)
- 1931 - Fatih-Harbiye (Fatih y Harbiye son dos barrios de Estambul)
- 1933 - Bir Tereddüdün Romanı ('Novela de una vacilación')
- 1949 - Matmazel Noraliya'nın Koltuğu ('La silla de Mademoiselle Noraliya')